# Miltogramma zeravshanica
Miltogramma zeravshanica är en tvåvingeart som beskrevs av Boris Borisovitsch Rohdendorf 1930. Miltogramma zeravshanica ingår i släktet Miltogramma och familjen köttflugor.
Artens utbredningsområde är Uzbekistan. Inga underarter finns listade i Catalogue of Life.